# Ligne 161A (Infrabel)
 (août 2022).
Si vous disposez d'ouvrages ou d'articles de référence ou si vous connaissez des sites web de qualité traitant du thème abordé ici, merci de compléter l'article en donnant les références utiles à sa vérifiabilité et en les liant à la section « Notes et références ».
Pour les articles homonymes, voir Ligne 161.
Cet article court présente un sujet plus développé dans : Ligne 161 (Infrabel).

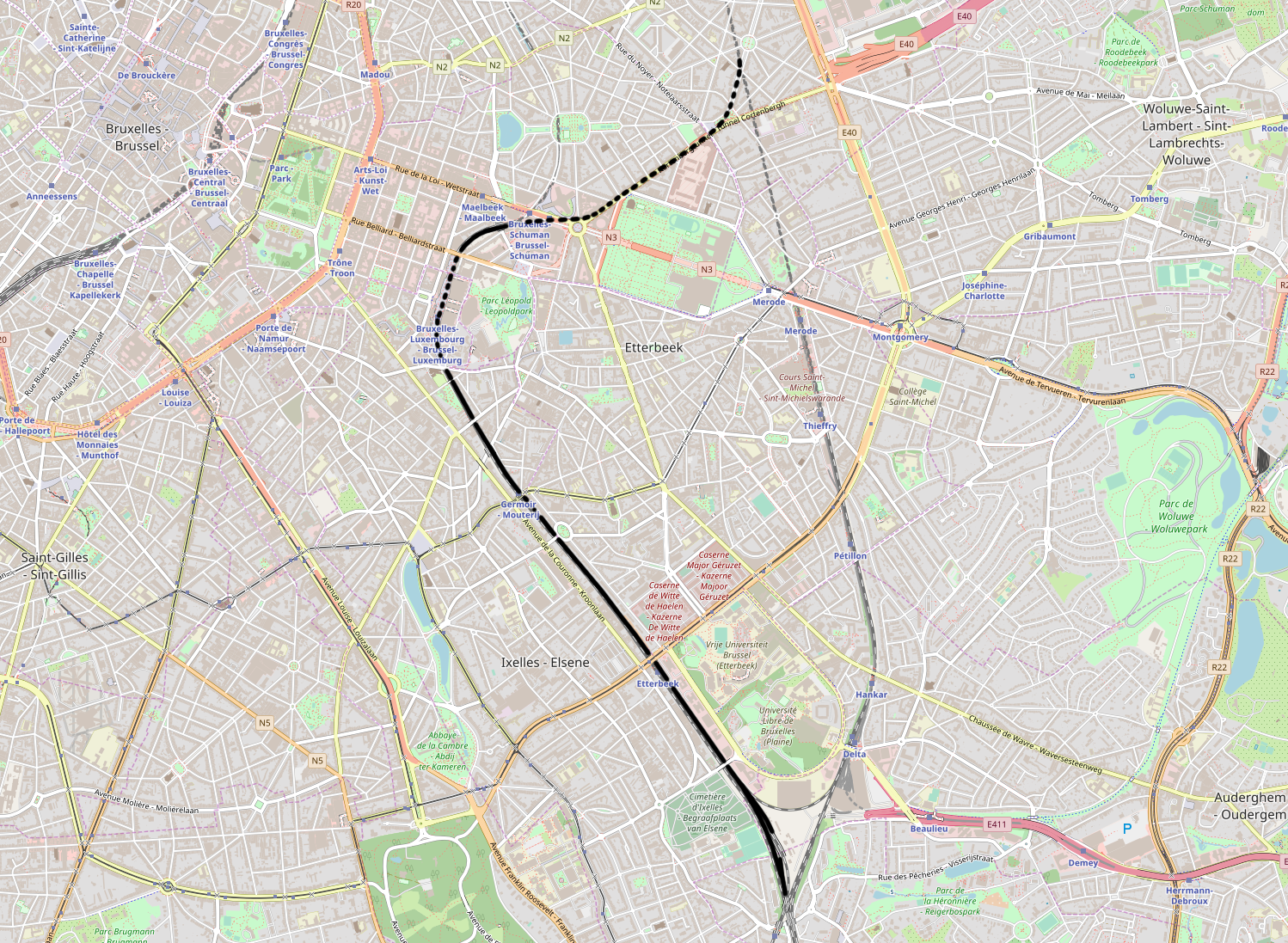
Carte de la ligne.

La ligne 161A ést initialement un tronçon à voie unique qui longe, en troisième voie, la ligne 161 de la gare de Bruxelles-Luxembourg à la gare de Watermael via la gare d'Etterbeek. Dans le cadre de la création du RER bruxellois, des travaux ont été réalisés pour porter à deux voies cette portion de ligne afin d'aboutir au quadruplement de la ligne 161.
Elle comprend une paire de sauts-de-mouton entre Etterbeek et Watermael ainsi qu'une jonction (ligne 26/4 d'Y Boondael à Etterbeek) avec la ligne 26. Au nord de Bruxelles-Schuman, la ligne 161A se prolonge via le tunnel Schuman-Josaphat jusqu'au point de bifurcation « Y Cinquantenaire » où elle rejoint la ligne 26. 
Elle permet aux trains de la ligne 26 de desservir les gares de Germoir, Bruxelles-Luxembourg et Schuman. En outre les deux voies de la ligne 161A sont les seules à desservir la gare de Germoir, les deux voies de la ligne 161 n'y disposent pas de quai. 
Elle est englobée dans la mise à quatre voies de la section Bruxelles-Schuman - Watermael - Ottignies - Louvain-la-Neuve-Université dont elle constitue les voies « lentes ».
Sur la portion entre Watermael et Louvain-la-Neuve, il est prévu que les voies lentes soient disposées de part et d’autre alors que les voies de la ligne 161A sont disposées du même côté entre Etterbeek et Schuman. La paire de sauts-de-mouton entre Watermael et Etterbeek permet d’éviter le cisaillement entre la ligne 161A et les voies directes.
Le 5 mai 2025 le tronçon entre Watermael et Bakenbos est mis en service.